# Jaume Garau Salas
Jaume Garau Salas (Palma, 1953) és un psicòleg i polític balear, diputat al Parlament de les Illes Balears en la IX legislatura.

## Biografia
Llicenciat en Psicologia Social per la Universitat de Barcelona en 1976. En 1997 va obtenir el Màster en Psicologia de les Organitzacions per la London School of Economics, Universitat de Londres.
De 1983 a 1984 fou responsable de formació dels Serveis Socials de l'Ajuntament de Barcelona, i de 1985 a 1996 director dels Serveis Personals de l'Ajuntament de Palma i de Marratxí. De 2001 a 2003 fou director general de Coordinació Turística de la Conselleria de Turisme del Govern de les Illes Balears. El 1987 fundà ARCA juntament amb altres companys i va ser el seu primer secretari fins al 1991. El 2010 va ser anomenat Soci d'Honor.
De 1998 a 2007 fou responsable del departament de Qualitat d'INTRESS i President del 2003-2007. De 2003 a 2004 fou responsable del Portal sobre Qualitat de la web xarxanet.org i de 2007 a 2011 vicepresident del Fons Mallorquí de Solidaritat i Cooperació.
De 2007 a 2011 fou Conseller executiu de Benestar Social del Consell Insular de Mallorca i president de l'Institut Mallorquí d'Afers Socials, i després de les eleccions al Consell Insular de Mallorca de 2011 fou elegit Conseller electe del Consell de Mallorca i portaveu del grup del PSIB-PSOE al Consell 2011-2015.
Tot i que no fou elegit diputat a les eleccions al Parlament de les Illes Balears de 2015, en juliol del mateix any va substituir en el seu escó Martí Xavier March i Cerdà, que havia estat nomenat conseller del govern balear.
Des del 1986 ha participat en la creació i desenvolupament de varies entitats socials. Va ser el primer Secretari d'ARCA el 1987 i el 2016 va fundar Palma XXI, essent el seu primer President. Mes endavant va ajudar a la formació de Tramuntana XXI i el Pla de Mallorca XXI, així com a la creació del Fòrum de la Societat Civil de les Balears.
Actualment es el President de la Fundació Iniciatives del Mediterrani.